# 2011 v loďstvech
Tento článek obsahuje významné události v oblasti loďstev v roce 2011.

## Události

### Leden
13. ledna
- Na Rýně u německého Sankt Goarshausenu se převrátila nákladní loď Walhof s nákladem 2400 tun kyseliny sírové. Dva ze čtyř členů posádky se pohřešují, jeden z nich by měl být Čech. Při nehodě došlo k úniku malého množství kyseliny.[1]

15. ledna
- Ráno, asi 350 námořních mil jihovýchodně od Maskatu, unesli somálští piráti 19609t norský tanker MV Samho Jewelry s nákladem chemikálií plující pod maltskou vlajkou.[2]

16. ledna
- Somálští piráti ráno propustili řecký tanker MV Motivator plující pod vlajkou Marshallových ostrovů, který byl zadržován od 4. července 2010.[3]

17. ledna
- Ráno, 490 námořních mil jižně od Salály somálští piráti unesli řecký tanker MV Eagle o 52 163 DWT plující pod kyperskou vlajkou, který plul z Jordánska do Indie.[2]

20. ledna
- Asi 520 námořních mil východně od Maskatu somálští piráti údajně unesli 22835t vietnamský tanker MV Hoang Son Sun plující pod mongolskou vlajkou.[4]
- Asi 330 námořních mil jihovýchodně od Salály somálští piráti unesli syrský tanker MV Khaled Muhieddine K o výtlaku 52 163 DWT plující pod togžskou vlajkou, který plul ze Singapuru do Jemenu.[5]
- Německá cvičná plachetnice Gorch Fock dostala rozkaz, aby z Atlantiku připlula do argentinského přístavu Ushuaia, kde bude provedeno vyšetřování vzpoury kadetů, ke které došlo v listopadu 2010 poté, co jedna kadetka zahynula po pádu ze čtyřicetimetrového stožáru lodi.[6]

21. ledna
- Jihokorejský torpédoborec Čchö Jong (DDH 981) s pomocí vrtulníku Lynx ráno osvobodil somálskými piráty zadržovaný tanker MV Samho Jewelry. Osm pirátů bylo zabito a pět zajato. Celá posádka tankeru byla osvobozena, kapitán tankeru byl postřelen piráty.[7]

30. ledna
- Kyperská kontejnerová loď MV Nordlake narazila v bombajském přístavu do indické fregaty Vindhjagirí. Na fregatě vypukl požár a začala nabírat vodu. Následujícího dne klesla na dno přístavu.[8]

### Únor
18. února
- Egypt povolil proplutí íránské fregaty Alvand (ex Saam) a zásobovací lodě Chárg Suezským průplavem do Středozemního moře. Íránské lodě vyčkávaly v Rudém moři u přístavu Džidda na udělení povolení k proplutí a ještě 17. a 18. února to vypadalo, že z proplutí sejde kvůli absenci povolení. Možnost přítomnosti dvou válečných lodí íránského námořnictva ve Středozemním moři, které měly podle Íránu být na roční výcvikové plavbě a mířily do Sýrie, byla Izraelem označena za provokaci.[9]

22. února
- Íránská fregata Alvand (ex Saam) a zásobovací loď Chárg propluly Suezským průplavem do Středozemního moře. Proplutí trvalo 9 hodin a 45 minut od 5:45 do 15:30 (GMT+2) a bylo prvním proplutím íránských lodí Suezským průplavem od roku 1979. Návrat je plánován na 3. března.[10]
- Torpédoborec USS Sterett (DDG-104) zadržel u východoafrických břehů jachtu S/V Quest, kterou somálští piráti unesli 18. února jižně od Ománu. Piráti těsně před obsazením, během vyjednávání, postříleli celou čtyřčlennou posádku jachty a vystřelili proti torpédoborci střelu z RPG, ale minuli. Během následné akce byli dva piráti zabiti a 13 jich bylo zajato.[11]

24. února
- Britská fregata HMS Cumberland provedla ve Středozemním moři operaci Deference – záchranu 200 osob, z toho 60 britských občanů z Libye zmítané občanskou válkou. Fregata je nalodila v přístavu Benghází a převezla je na Maltu. Akce je součástí větší operace na evakuaci britských občanů ze země. Fregata přitom v Libyi zastavila na cestě do Velké Británie, kde bude vyřazena z aktivní služby.[12][13]

27. února
- Tři příslušníci námořní pěchoty z nizozemské fregaty Hr. Ms. Tromp byli u libyjského přístavu Sirt zajati jednotkami věrnými Kaddáfího režimu. Stalo se tak při evakuaci dvou Evropanů, když byl jejich vrtulník Lynx po přistání zadržen.[14]

### Březen
19. března
- V rámci intervence v Libyi zahájila Francie letecké útoky na Kaddáfího pozice. Útoky podporovaly francouzské fregaty Jean Bart (D615) a Forbin (D620). Americká a britská plavidla pak během noci na 20. března vypálila celkem 124 řízených střel Tomahawk.[15]

22. března
- Do operací proti Libyi se zapojila i francouzská letadlová loď Charles de Gaulle[15]

24. března
- K operacím proti Libyi se přidala i italská letadlová loď Giuseppe Garibaldi[15]

Noc z 28. na 29. března
- Americký námořní P-3C Orion zasáhl řízenou střelou AGM-65F Maverick libyjský člun pobřežní stráže Vittoria, zatímco armádní A-10 Thunderbolt II zaútočily kanóny na dva malé libyjské čluny. Celou akci podporoval torpédoborec USS Barry (DDG-52). K akci došlo poté, co libyjské čluny zaútočily na blíže neurčenou obchodní loď v přístavu Misuráta.[15]

31. března
- Britská jaderná ponorka s balistickými raketami HMS Vengeance patřící do třídy Trafalgar byla poškozena během cvičné mise v severním Atlantiku. Do jejího pohonu se pravděpodobně namotala rybářská síť či ocelové lano. Ponorka se poté s využitím pomocného pohonu vrátila k opravám.[16]

### Duben
3. dubna
- Turecký trajekt M/F Ankara, upravený na nemocniční loď, zakotvil v libyjském přístavu Misuráta, aby odtud evakuoval turecké občany a raněné. Misuráta je místem bojů mezi Kaddáfího přívrženci a odpůrci. Následujícího dne Ankara odplula do Benghází. Operaci zajišťovaly tři létající tankery, deset F-16 a turecká fregata TCG Yıldırım (F-243) typu MEKO 200 TN.[17]

6. dubna
- Libyjští povstalci vypravili z terminálu Marsa el Hariga u Tobruku svůj první tanker s nákladem ropy za přibližně 100 milionů USD. Je možné, že se jedná o tanker Equator patřící řecké společnosti Dynacom Tankers Management, který v Marsa el Hariga zakotvil 5. dubna.[18]

- Australská vláda rozhodla o zakoupení britské výsadkové dokové lodě třídy Bay, vyřazené po pěti letech služby na základě revize výdajů na obranu. Australské námořnictvo totiž vlastní velice zastaralé výsadkové lodě a koupě Largs Bay mu pomůže lépe překlenout období do dokončení dvojice moderních plavidel třídy Canberra.[19]

8. dubna
- Na britské jaderné ponorce HMS Astute patřící ke stejnojmenné třídě došlo k incidentu při kterém jeden z námořníků začal střílet na kolegy z automatické pušky SA80. Než byl zneškodněn, šesti výstřely jednoho muže zabit, druhé zranit a poškodil též samotnou ponorku.[20]

10. dubna
- Člun s africkými uprchlíky přistál u libyjského přístavu Misuráta po přibližně dvacetidenní anabázi Středozemním mořem. Člun se 72 uprchlíky plul z Tripolisu na italský ostrov Lampedusa, ale cestou mu došlo palivo. Během anabáze zahynulo 60 lidí. Na volání o pomoc reagovala italská pobřežní stráž, která ale případ následně předala Maltě. Člun byl nalezen i letouny z francouzské letadlové lodě Charles de Gaulle, která ale žádnou pomoc neposkytla. Francie odmítá případ komentovat.[21]

13. dubna
- Krátce po půlnoci se na Dunaji u Šamorína srazila výletní loď, plující pod maltskou vlajkou, s nákladní lodí. Pasažéři z výletní lodě byli evakuováni a výletní loď si zachovala plavbyschopnost. Nákladní loď se začala potápět v plavební dráze.[22]

### Květen
8. května
- Na mělčině u italského ostrova Lampedusa ztroskotala loď s 500 africkými běženci. Všichni byli zachráněni. Další dvě lodě s uprchlíky dorazily na Sicílii.[23]

Noc na 20. května
- Letouny NATO zaútočily na libyjské přístavy Tripolis, Syrta a Al Khums. Cílem byla válečná plavidla kontrolovaná Kaddáfího režimem, přičemž NATO oznámilo zasažení osmi plavidel, včetně „dvou korvet“, které měly v Al Khums zasáhnout Britové. Podle NATO byla tato plavidla využívána k operacím proti povstalci drženému přístavu Misuráta.[24]

### Červen
Počátek června
- Náčelník generálního štábu Čínské lidové republiky Čchen Ping-te oficiálně potvrdil, že Čínská lidová republika staví vlastní letadlovou loď.[25]

4. června
- Kanadská ponorka HMCS Corner Brook při plavbě v hloubce 45 metrů úžiny Nootka poblíž ostrova Vancouver narazila na mořské dno. Nárazem vznikla dvoumetrová trhlina v přídi. Ponorku se podařilo zachránit.

### Červenec
10. července
- Na Volze se potopil parník Bulgarija. 110 lidí na palubě zahynulo, 80 lidí se podařilo zachránit.[26]

29. července
- V čínském Ta-lienu došlo k úniku radiace na jedné z ponorek Námořnictva Čínské lidové osvobozenecké armády.[27]

### Srpen
3. srpna
- Britský torpédoborec HMS Liverpool třídy Sheffield Batch II se stal terčem raketového útoku u libyjského Zlitánu poté, co vystřelil několik osvětlovacích granátů na podporu nočního leteckého útoku na Kaddáfího pozice v Zlitánu. Liverpool palbu opětoval, ale zničení raketové baterie se nepodařilo ověřit.[28]

10. srpna
- Na svou první zkušební plavbu vyplula historicky první čínská letadlová loď, neoficiálně pojmenovaná jako Š' Lang. Jedná se o původně sovětský Varjag, který nebyl pro nedostatek financí dokončen a námořnictvo Čínské lidové osvobozenecké armády ho po dostavbě nejspíše využije pro výcvik.[29]

22. srpna
- Japonští pozorovatelé ohlásili přítomnost dvou čínských hlídkových lodí u Senkaku-guntó – skupiny neobydlených ostrovů, o které je veden spor mezi Japonskem a ČLR. Japonsko proti přítomnosti obou plavidel protestovalo.[30]

27. srpna
- Jemenské námořnictvo oznámilo, že jedna z jeho válečných lodí hlídkujících u pobřeží Abyanu se stala terčem útoku sebevražedného člunu. Po varovném výstřelu byl člun zničen jemenskou lodí, aniž by způsobil škodu. Předpokládá se, že za útokem stála islamistická organizace Al-Káida na Arabském poloostrově (AQAP), která v Abyanu vyhlásila samozvaný islámský emirát.[31]

### Září
10. září
- U ostrova Zanzibar se převrátil a potopil přetížený trajekt MV Spice Islander, který plul ze Zanzibaru na ostrov Pemba. Zahynulo asi 200 lidí, záchranářům se podařilo zachránit přibližně 600 trosečníků.[32]

### Říjen
5. října
- Řecká kontejnerová loď Rena, plující pod liberijskou vlajkou, najela na útes u Tauranga na Severním ostrově. Unikající ropa z nádrží způsobila ekologickou katastrofu – podle novozélandských úřadů největší v dějinách země.[33]

### Listopad
3. listopadu
- Na trajektu Bella, plujícím v Rudém moři z Jordánska do Egypta, vypukl požár. Jeden muž zahynul, další se nadýchali kouře. Přes 1200 lidí bylo evakuováno.[34]

11. listopadu
- Turecký trajekt Kartepe, plující z İzmitu do Istanbulu byl krátce po vyplutí unesen. Únosce, hlásící se k PKK, byl nad ránem 12. listopadu zabit komandem žabích mužů, když Kartepe kotvila před Istanbulem.[35]

### Prosinec
16. prosince
- Pod maltskou vlajkou plující TK Bremen (6605 dwt) uvázla za bouře Joachim na pláži Kerminihy u Erdevenu na jižním pobřeží Bretaně. Devatenáctičlenná posádka byla evakuována vrtulníkem. Při ztroskotání došlo k úniku paliva.[36]

## Lodě vstoupivší do služby
- 7. ledna –  Darussalam (06) a Darulehsan (07)' – oceánská hlídková loď třídy Darussalam

- březen –  Banda Aceh (593) – Amphibious Transport Dock třídy Makassar

- 5. března –  Dinh Tien Hoang – fregata Projektu 11661[37]

- 18. ledna –  HNoMS Thor Heyerdahl (F314) – fregata třídy Fridtjof Nansen[38]

- 21. ledna –  INS Deepak (A50) – tanker třídy Deepak[39]

- 23. února –  USNS Washington Chambers (T-AKE-11) – zásobovací loď třídy Lewis and Clark[40]

- 14. března –  Hakurjú (SS-503) – ponorka třídy Sórjú

- 16. března –  Ise (DDH-182) – vrtulníkový torpédoborec třídy Hjúga

- 14. dubna –  Guaiquerí (PC-21) – oceánská hlídková loď třídy Guaiquerí[41]

- 6. června –  HMS Diamond (D34) – torpédoborec třídy Daring

- 12. května –  Holland (P840) – oceánská hlídková loď třídy Holland

- 4. června –  USS William P. Lawrence (DDG-110) – torpédoborec třídy Arleigh Burke

- 8. června –  INS Kabra (T 76) – hlídková loď třídy Car Nicobar

- 12. července –  INS Koswari (T 77) – hlídková loď třídy Car Nicobar

- 28. července –  Meteoro (P-41) – oceánská hlídková loď třídy Meteoro

- srpen –  INS Karuva (T 78) – hlídková loď třídy Car Nicobar

- srpen –  P-304 a P-306 – 35metrový hlídkový člun Swiftships[42]

- 2. srpna –  Warao (PC-22) – oceánská hlídková loď třídy Guaiquerí

- 20. srpna –  INS Satpura (F 48) – fregata projektu 17[43]

- 22. srpna –  Ly Thai To – fregata Projektu 11661[44]

- 14. září –  Han Sanggook (PKG 712) a Jo Cheon Hyeong (PKG 713) – hlídkové lodě třídy Gumdoksuri

- 27. září –  Heybeliada (F-511) – korveta třídy Ada[45]

- 28. září –  USNS William McLean (T-AKE-12) – zásobovací loď třídy Lewis and Clark[46]

- 1. října –  USS Spruance (DDG-111) – torpédoborec třídy Arleigh Burke

- 14. října –  Soobrazitelnij – korveta projektu 20380[47]

- 20. října –  Zeeland (P841) – oceánská hlídková loď třídy Holland[48]

- 26. října –  Rayo (P-42) – oceánská hlídková loď třídy Meteoro

- 29. října –  USS California (SSN-781) – ponorka třídy Virginia

- 3. listopadu –  P-305 – 35metrový hlídkový člun Swiftships[42]

- 14. listopadu –  Mustaed (21) – rychlá hlídková loď[49]

- 28. listopadu –  Suh Hoowon (PKG 716) a Park Donghyuk (PKG 717) – hlídkové lodě třídy Gumdoksuri
- listopad –  Tři ponorky třídy Ghadir[50]

- 7. prosince –  Yekuana (PC-23) – oceánská hlídková loď třídy Guaiquerí

- 9. prosince –  Ťing-kang-šan (999) – Amphibious Transport Dock typu 071

- 12. prosince –  Darulaman (08) – oceánská hlídková loď třídy Darussalam

- 13. prosince –  HMAS Choules (L100) – výsadková doková loď třídy Bay (ex- RFA Largs Bay)[51]

- 14. prosince –  BRP Gregorio del Pilar (PF-15) – kutr třídy Hamilton[51]

- 23. prosince –  Tarik Ben Ziyad (613) – fregata třídy Sigma